# 輝&輝
輝&輝（きき）は、兵庫県出身の白藤ひかり、愛知県出身の武田佳泉による津軽三味線デュオ。それぞれ全国大会で日本一になった経験を持つふたりが数々の大会で顔を合わせるうちに意気投合して、大学進学で上京したのを機に2008年に結成された。演奏曲目は古典である民謡から、POP調・ロック調を取り入れたオリジナル曲やカバー曲まで幅広い。
全日本津軽三味線競技会名古屋大会デュオの部にて6度の優勝を果たす。
2019年2月に内閣官房東京オリンピック・パラリンピック推進本部事務局の「beyond2020プログラム」アーティスト認証を取得。2019年4月、アルバム『LOOP LOOP LOOP』でメジャーデビュー。

## メンバー
- 白藤 ひかり（しらふじ ひかり）[4][5]
  - 1990年、福岡県北九州市生まれ、兵庫県川西市育ち。駒澤大学文学部国文学科卒業。
  - 2002年、津軽三味線弘前全国大会 ジュニア級優勝
  - 2004年、津軽三味線弘前全国大会 C級優勝
  - 2007年、津軽三味線弘前全国大会 女性A級優勝
  - 2008年、津軽三味線弘前全国大会 女性A級優勝 [2連覇]
  - 2009年、津軽三味線九州大会in八代 グランプリの部優勝
  - 2010年、津軽三味線弘前全国大会 女性A級優勝
  - 2010年、全国津軽三味線競技会名古屋大会 一般A級優勝
  - 2010年、津軽三味線全国大会in神戸 一般の部優勝
  - 2013年、第7回津軽三味線日本一決定戦3位[6]

- 武田 佳泉（たけだ かなみ）[5][7]
  - 1989年、愛知県稲沢市生まれ。国立音楽大学卒業。
  - 2006年、津軽三味線全国大会in神戸 一般女子の部優勝
  - 2006年、全国津軽三味線コンクール 一般女性の部優勝
  - 2007年、第一回津軽三味線日本一決定戦 一般女性の部優勝
  - 2009年、全国津軽三味線競技会名古屋大会　一般A級準優勝
  - 2010年、津軽三味線全日本金木大会　一般の部A級準優勝
  - 2010年、全国津軽三味線競技会名古屋大会　一般A級準優勝
  - 2011年、津軽三味線全日本金木大会　一般の部A級優勝[8]

## ディスコグラフィ

### CD
- 2GIRL SHAMISEN (2012)
- 輝&輝の芽 (2013)
- 開華宣言 (2015) 　（※輝&輝バンド名義）
- ききくらべCD（No.1〜No.4） (2016)　（ミニアルバム）
- 輝&輝の実 (2017)
- 輝&輝の樹 (2017)　（※輝&輝バンド名義）
- LOOP LOOP LOOP (2019)　メジャーデビューアルバム[9]

### DVD
- 開華宣言 in TIAT SKY HALL Concert Selection (2016) 　（※輝&輝バンド名義）

（※輝&輝バンド…ふたりにドラム、ピアノ、ベースを加えた編成）